# Good Design Award (Chicago)
Good Design Award (Chicago) és un premi de disseny industrial organitzat anualment pel museu d'arquitectura i disseny de Chicago, EUA, en cooperació amb el centre europeu d'arquitectura, art, disseny i estudis urbans. Tots els productes han d'estar dissenats 2 anys abans de presentar-s'hi. S'han atorgat uns 40.000 premis des del 1950.

## Història
- Els premis Good Design són fundats a Chicago el 1950 per quatre arquitectes.
- El 2009, es crea la categoria medioambiental.

## Categories
- Electrodomèstics de cuina
- Cobertures del sòl.
- Productes domèstics
- Productes d'oficina
- Productes infantils
- Esports i lleure
- Enllumenat
- Electrònica
- Equipament mèdic
- Transport
- Mobles
- Tèxtil
- Maquinària industrial
- Robòtica i biònica
- Maquinari
- Eines i accessoris
- Publicitat
- Packaging
- Gràfics
- Marcatge
- Aixetes de bany

## Altres premis similars
- IF product design award: és un premi de disseny internacional concedit a Alemanya.
- Plus x award: és un premi d'innovació tecnològica internacional concedit a Alemanya.
- DME award: és un premi europeu a la gestió del disseny.
- 'A' Design Award: és un premi mundial de disseny per a arquitectes, artistes i disseny en general.
- Good Design Award (Japó): és un premi de disseny industrial organitzat anualment per l'institut japonès de la promoció al disseny.
- Red Dot Design Award: és un premi de disseny internacional concedit a Alemanya.
- Premis delta FAD: és un premi de disseny organitzat anualment pel FAD Barcelona.